# Îlot Saint-Éloi
L'îlot Saint-Éloi est un quartier du 12e arrondissement de Paris qui a fait l'objet d'une rénovation urbaine entre 1958 et 1977. Il est délimité par les rues de Charenton, Montgallet, de Reuilly, et Érard.

## Situation et description

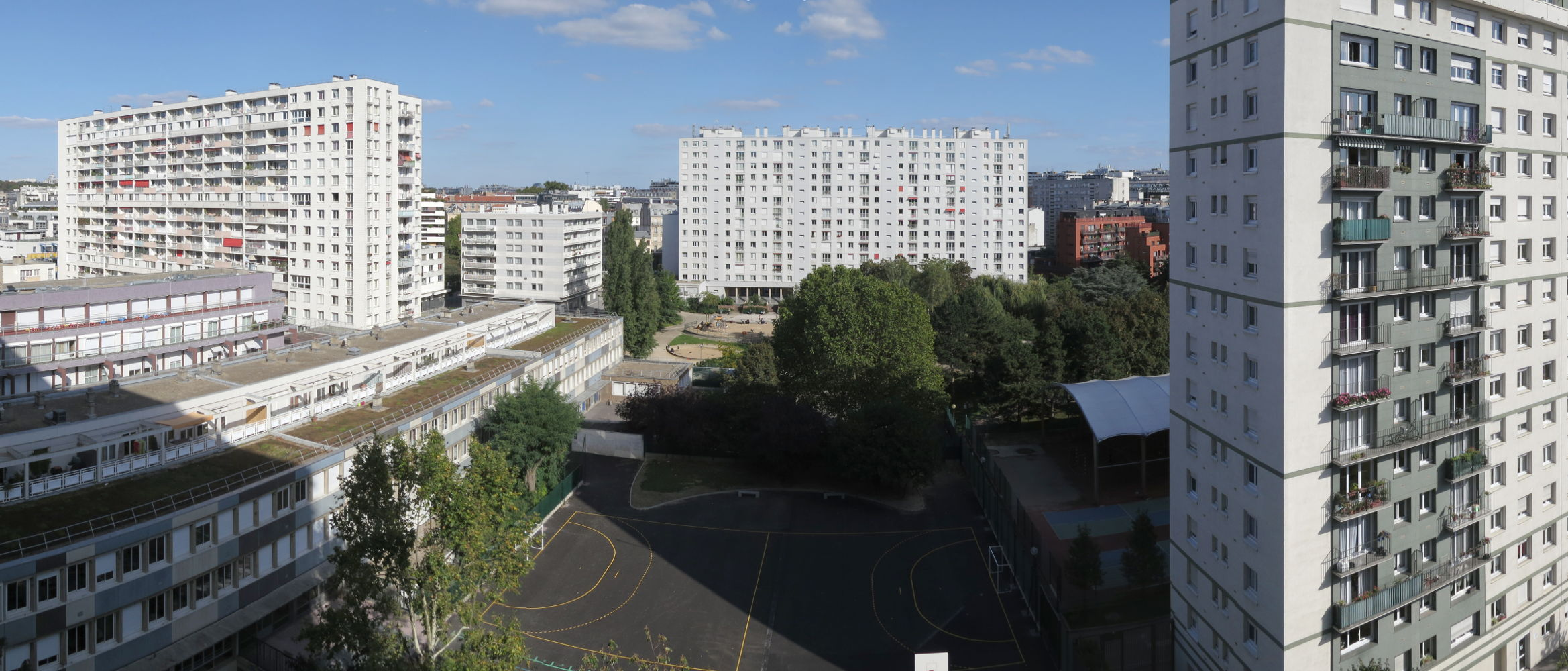
Vue de l'îlot Saint-Éloi, depuis l'un de ses immeubles, en direction de l'est.

L'îlot Saint-Éloi est un quadrilatère d'environ 8 hectares situé dans 12e arrondissement de Paris. Il est délimité par les rues de Charenton, Montgallet, de Reuilly, et Érard. Il regroupait 4 284 habitants en 2017.
L'îlot Saint-Éloi est structuré par des immeubles de grande hauteur strictement orientés nord-sud, sans rapport avec le tissu urbain environnant. En son centre se trouve le square Saint-Éloi au milieu duquel a été installé un bassin ornementé d'une baleine recouverte de mosaïque, dite « baleine bleue ». Il cumule des difficultés liées à la concentration de ménages à faibles revenus et à la répartition peu claire des responsabilités en matière de gestion des espaces.

## Histoire

### Origine
Dans ce qui deviendra l'îlot Saint-Éloi se trouvait, à partir de 1713, le couvent des Mathurines ou Dames de la Trinité ainsi que l'hôtel de M. de Nocé. Puis en 1728 y fut construit rue de Charenton l'hôtel d'une dame de Lépinois.

### Opération de rénovation urbaine (1958-1977)

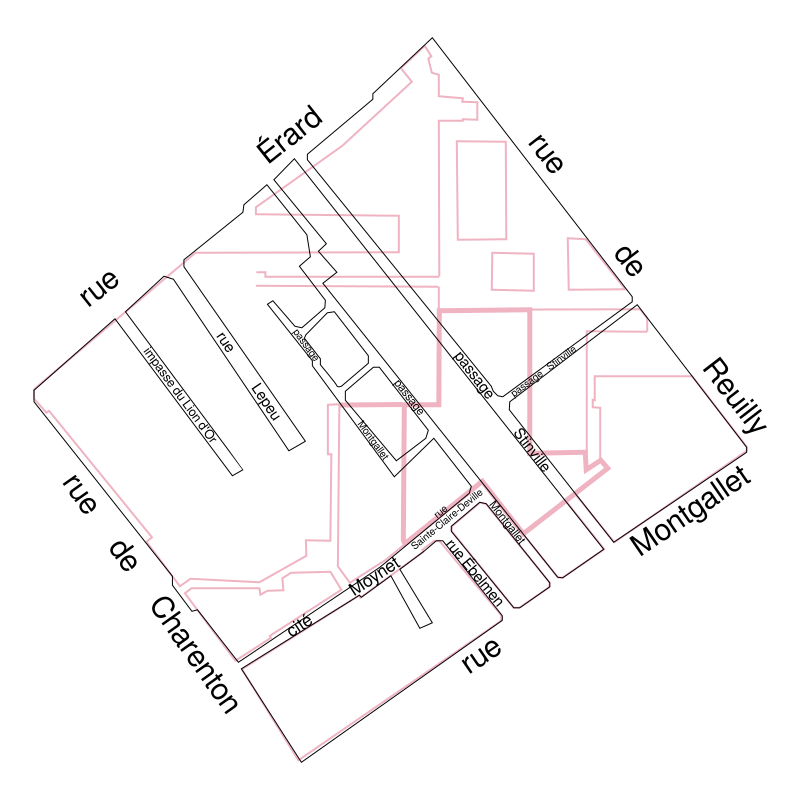
Plan de l'îlot Saint-Éloi avant l'opération de rénovation urbaine, avec, en superposition, le futur tracé des nouvelles rues

L'îlot Saint-Éloi fait l'objet d'une opération de rénovation urbaine à partir de 1958. « Jugé moins insalubre que mal utilisé », l'îlot Saint-Éloi renferme alors surtout des ateliers vétustes composés d'un rez-de-chaussée et d'un seul étage datant du Second Empire ainsi que des entrepôts et des habitations, desservis par un enchevêtrement de passages et d'impasses,. Se trouvait également dans l'îlot, l'église Saint-Éloi.
Il est décidé de faire table-rase de l'îlot et de le reconstruire en affranchissant les constructions de l'alignement sur rue, l'objectif étant de privilégier la fonction résidentielle aux activités artisanales et industrielle. La reconstruction de l'îlot est confiée à l'architecte et urbaniste Marc Leboucher qui coordonne l'opération. L'opération concerne le quadrilatère délimité par les rues de Reuilly, Érard, de Charenton et, au sud-est, par la cité Moynet, la rue Sainte-Claire-Deville et une ligne qui prolongerait ces deux rues vers la rue de Reuilly.
Initialement, l'îlot devait être longé par une rocade routière qui devait relier la Place d'Italie à la place de la Nation via le pont d'Austerlitz mais qui fut vite abandonnée. Les immeubles d'habitation, pour la plupart subventionnés, sont construits pour partie sur dalle et des équipements collectifs sont créés (square, écoles, gymnase, centre commercial, marché). L'église Saint-Éloi, reconstruite à un nouvel emplacement, est achevée en 1968. Dans l'îlot, les espaces publics et privés s'imbriquent, organisés autour du square Saint-Éloi. L'opération de rénovation urbaine a conduit à la disparition de la rue Lepeu et d'une partie des passages Montgallet et Stinville et à la création des rues d'Artagnan et du Colonel-Rozanoff, toutes deux piétonnes conformément aux principes urbanistiques de l'époque tendant à séparer la circulation automobile de celle des piétons.